# Luciano Alfieri
Luciano Cesare Alfieri (Milano, 30 marzo 1936 – Milano, 2 febbraio 2024) è stato un calciatore italiano, di ruolo portiere.

## Carriera

### Club
Cresciuto nelle giovanili del Milan, fu mandato a fare esperienza nel Siracusa per una stagione, in Serie C. Tornato nella rosa dei milanesi, fu il portiere di riserva di Giorgio Ghezzi, circostanza che ne ridusse le presenze da titolare. Esordì con la maglia rossonera il 9 marzo 1958 nella sconfitta per 1-0 contro la Juventus, sua unica presenza della stagione. Rimase in rossonero, sempre nel ruolo di portiere di riserva, raccogliendo 14 presenze in tre stagioni (di cui 12 nella sola annata 1959-1960) vincendo il campionato 1961-1962, pur senza scendere in campo.
Nella stagione successiva passò al Lecco, in Serie B, dove giocò 22 gare. Nella stagione 1963-1964 vestì invece la maglia del Treviso, al tempo militante in Serie C, tornando poi al Milan a fine stagione, senza però scendere in campo in incontri di campionato.
In carriera collezionò complessivamente 15 presenze in Serie A e 22 presenze in Serie B.

### Nazionale
Esordì con la Nazionale Giovanile il 10 maggio 1964 nella vittoria per 3-1 contro la Svizzera. Partecipò con la Nazionale Olimpica, all'età di 24 anni, all'Olimpiade del 1960, dove l'Italia arrivò al quarto posto: Alfieri disputò 5 partite, subendo 6 reti.

### Allenatore
Nell'estate 1976 fu chiamato ad allenare il Gozzano, militante nel campionato piemontese di Promozione: dopo due sole giornate tuttavia pagò con l'esonero (in favore di Renato Cocconi) lo scarso rendimento della rosa rossoblù.

## Palmarès
- Campionato italiano: 1

Milan: 1961-1962